# Internationale Schweizer Eishockeymeisterschaft 1920/21
Die Saison 1920/21 war die sechste reguläre Austragung der Internationalen Schweizer Eishockeymeisterschaft. Meister wurde der HC Rosey Gstaad.

## Meisterschaft

### Halbfinal
- HC Rosey Gstaad – EHC St. Moritz 6:1
- HC Bellerive Vevey – HC Château-d’Oex 3:1

### Final
- HC Rosey Gstaad – HC Bellerive Vevey 8:1